# Aderus revoili
Aderus revoili es una especie de coleóptero de la familia Aderidae. Fue descrita científicamente por Maurice Pic en 1915.

## Distribución geográfica
Habita en el archipiélago de Zanzíbar.